# ロジャー・Y・チエン
ロジャー・ヨンジェン・チエン（Roger Yonchien Tsien, 錢永健, 1952年2月1日 - 2016年8月24日）は、アメリカ合衆国の生化学者。中国系アメリカ人。

## 人物
ニューヨーク州ニューヨーク出身。ハーバード大学卒業後、1977年にイギリス・ケンブリッジ大学にて博士号取得。
カリフォルニア大学バークレー校を経て、1989年からカリフォルニア大学サンディエゴ校教授。2006年王立協会外国人会員選出。2008年にマーティン・チャルフィー、下村脩とともにノーベル化学賞を受賞。受賞理由は「緑色蛍光タンパク質の発見と開発」。
2016年8月24日、オレゴン州ユージーンにて自転車を運転走行していた際に死亡したと伝えられる。64歳没。

## 受賞歴
- 1991年 - アルデン・スペンサー賞
- 1995年 - ガードナー国際賞
- 2002年 - ハイネケン賞
- 2004年 - ウルフ賞医学部門、慶應医学賞
- 2005年 - ローゼンスティール賞
- 2008年 - トムソン・ロイター引用栄誉賞、ノーベル化学賞
- 2023年 - 全米発明家殿堂選出